# Romániai magyar műszaki irodalom
A műszaki irodalom magában foglalja a műszaki tudományok tárgykörét feldolgozó tudományos és ismeretterjesztő irodalmat. Szakterületeit a következőképpen csoportosítjuk:
- anyagtudomány és technológia;
- automatizálás és számítástechnika;
- elektronikus eszközök és technológiák;
- elektrotechnika;
- energetika;
- építészettörténet és elmélet;
- gépszerkezettan;
- informatika;
- közlekedéstudomány;
- metallurgia;
- műszaki mechanika;
- szál- és rosttechnológia;
- településtudomány;
- távközlési rendszerek;
- vízgazdálkodás;
- áramlás- és hőtechnika. Ide tartozik továbbá a műszaki szótár- és lexikonirodalom s a szabványosítás.

A romániai magyar nyelvű műszaki irodalom csak nagy hézagokkal fogja át a szakterületeket. Gyengeségének oka az, hogy nincsenek alkotó műhelyei, nincs magyar nyelvű műszaki főiskola-hálózat, mely kialakítsa a szükséges tudományos központokat, ahol fejlődésnek indultak volna romániai magyar műszaki irodalmat termelő bázisok. Általában kevés az eredeti mű, több a fordítás, főleg román és orosz nyelvből. Sok magyar szerző jelentős tudományos műveket román nyelven jelentet meg, egyrészt mert nincs is rá kiadó, aki az anyanyelvén megjelentethetné, másrészt kellő szaknyelvi kiképzés híján az utóbbi évtizedekben kinevelődött nagyszámú magyar műszaki közönség nem vásárlója a lehetséges magyar nyelvű műszaki szakmunkáknak.

## 1920–1940 közt
Az 1920 és 1940 között megjelent romániai magyar műszaki kiadványok inkább hagyományértékűek. Ezek főleg az akkor elterjedő rádiókészülékekkel foglalkoznak gyakorlati szempontból. Ilyen Adorján Pál Rádió ABC (Nagyvárad, 1924) és Hogyan építek magamnak egy elektroncsöves rádiófelvevőt? (Nagyvárad, 1927) c. munkája vagy Joánovics Pál  népszerű munkája a rádió alapvető ismeretéről (Kolozsvár, 1926). Ebben az időben a németországi Singer Varrógépgyár is ismertetőt ad ki gyártmányairól (1929). Jelennek meg gépszerkezettani felvilágosító könyvek is, mint amilyen Kneusch-Herdlicska A simmeringi motoroseke (Sepsiszentgyörgy, 1922) és Takács Lajos A mozdony-gép és alkatrészei (Nagykároly, 1925) vagy Czirbus J. A modern autó szerkezete és működése (Brassó, 1929) c. munkája. Ugyancsak gyakorlati jelentőségű Roth László Új fotográfia (Temesvár, 1933) és Orient Gyula Az órák (Kolozsvár, 1934) c. kiadványa.
A köznapi szükséglet hozza magával, hogy A. Tiberian szerkesztésében mintegy 20000 címszóval megjelent A vasútnál használatos terminus technikusok magyar-román szótára (Kolozsvár, 1924).

## A második világháború után
Amikor egy rövid időre alkalom nyílt Romániában magyar nyelvű felsőbb műszaki oktatásra, a magyar tagozatként működő kolozsvári tanintézet – kezdetben Almérnöki Intézet (1947), majd Mérnökképző Intézet (1948), végül Műegyetem – előadói kara biztosítani tudta a magyar műszaki irodalom megszületését Erdélyben. Elkészülhettek az első szakmai kiadványok: Jenei Dezső-Füstös Kálmán, majd Nagy Aladár elektrotechnikai, Felszeghy Ödön és Nagy László technikai fizikai jegyzetei (1949-52) utat törtek a következő évtizedek magyar műszaki tudományossága felé.
A következő negyven év alatt mintegy 200 a Technikai Könyvkiadónál és romániai vállalatoknál megjelent magyar nyelvű műszaki kiadványok száma. Ezekhez hozzá lehet adni a műszaki alap- és középfokú oktatásban használt magyar nyelvű szaktankönyveket; ezek száma nem haladja meg a 30-at, s nagyobbrészt az oktatásügyi minisztérium részéről a tanmenetek számára kötelezően előírt román nyelvű tankönyvek magyar fordításai. A megjelent magyar nyelvű műszaki könyvek 47%-a alapfokú, 40%-a középfokú és mindössze 4%-a felsőfokú, s ezek a számok nemcsak a társadalom azonnali igényeit tükrözik, hanem jelzik a magyar nyelvű műszaki felsőfokú oktatás politikai hátterű megszüntetésének következményeit is (1953).
Szakterületek szerint a kiadványok legjelentősebb hányadát 26%-kal a gépgyártási, gépszerkezettani szakmunkák foglalják el. Ezeket követik a műszakiak számára szerzett fizikai és matematikai könyvek 11%-kal. A könnyűipar, beleértve a szál- és rosttechnológiát, s a közlekedés 5-5, az építőipar, szerelőipar és faipar 4-4, szilárdságtan-mechanika 3.3, elektrotechnika, elektronika és vegyészet 3-3, vegyipar és automatika 2, energetika 1,6, élelmiszeripar 1,5, kohászat, bányászat, műépítészet 1-1, kőolaj- és gázipar 0,5%-os arányt ér el. Mindezekhez még hozzátehetjük a műszaki szótár- és lexikonirodalom 3,5, valamint az információs, pályaválasztási, családi és háztartási vonatkozású kiadványok 14,6%-os jelenlétét. A tételek aránytalansága, a hiányosságok eléggé elárulják a romániai magyar műszaki irodalom tervszerűtlen, alkalomszerűen esetleges állapotát.
Eredeti szakmunkákkal kétségtelenül elsősorban a gépgyártási és gépszerkezettani tárgykörben találkozunk. Fejes István Fémforgácsoló készülékek (1960) c. munkája után Rózsa Ferenc és Széll Pál bukaresti professzorok akkoriban hézagpótlónak számító Fogaskerékgyártás (1961) c. szakkönyve következett, ugyanekkor jelent meg Klima Alfréd és Cseke Vilmos közös munkája, a Matematika a fémipari szakmunkások számára, majd Müller Géza kolozsvári műegyetemi tanártól Az öntő könyve (1964). A szakterület legtermékenyebb romániai szerzője, Rohonyi Vilmos kolozsvári gépészmérnök Automatizálás (1965) c. munkájával vonta magára a figyelmet, ezt követte alapműve, a Fogaskerékhajtások (1974), melyben a fogazószerszámok tervezéséről szóló részt Prezenszky Tibor gépészmérnök készítette el (egy 2. kiadás Budapesten jelent meg 1980-ban Bercsey Tibor kiegészítéseivel). Ugyancsak kiemelendő Tenkei Tibor munkássága, aki a Marósok könyve (1960) után monográfiát is összeállított a marás technikájáról (1979), ahol a fejlett programvezérléses megmunkálásokkal is foglalkozik. Neki köszönhető az Ismerd meg a gépgyártást (1966) c. pályaválasztás-elősegítő kiadvány is. Az öntéssel kapcsolatos Müller Géza: Az öntő könyve (1964) c. munka újabb műszaki szempontból kiegészítve Móritz Miklós korszerűsítésében is megjelent Öntők könyve (1980) címen.
A fejlődés szükségleteinek megfelelően eredeti gépészeti munkákkal jelentkezett a mezőgazdasági szakirodalom is Lám Béla kolozsvári gépészmérnöknek a föld megművelésénél használatos gépekről szóló köteteivel (1956-61).
Műszaki szempontból gazdag hagyománya van a művészettörténet szakirodalmához tartozó építészeti és műépítészeti irodalomnak is. Elég hivatkoznunk Balogh Jolán Pákéi Lajos rajzai Kolozsvár építészeti emlékeiről (Kolozsvár, 1944), Kós Károly Erdély népi gazdasági építészete (Kolozsvár, 1944) és Falusi építészet (Kolozsvár, 1946), ifjabb Xantus János Kolozsvár óvóhely-építkezéseinek földtani érdekességei (Kolozsvár, 1945) vagy Entz Géza Kolozsvár környéki kőfaragó műhely a XIII. században (Kolozsvár, 1946) c. munkáira; ezt a vonulatot követi majd Balogh Ferenc kolozsvári építészmérnök válogatása a korszerű építészet szakirodalmából Betekintés korunk építőművészetébe (1975) címmel s monográfiája Debreczeni Lászlóról, az építőről és iparművészről (1983). Gyakorlati vonatkozású volt Kohler Károly A tekercselő kézikönyve (1952), Hercz Gábor Energiagazdálkodás a háztartásban (1983) és Máthé Balázs-Lázár Tibor-Józsa Imre Villamosság a háztartásban (1983) c. munkája.
Új lendületet adott a romániai magyar műszaki irodalom számára a kolozsvári Dacia Könyvkiadó Antenna és a Kriterion Korunk Könyvek c. sorozatainak megjelenése (1972). Új és eredeti művek sorakoznak fel a természettudományok minden ágazatából, s különleges súlypontot kap a számítástechnikai szakirodalom. Ebből a szakaszból érdemes kiemelnünk Barabás Endre A számítógép (1978), Kovács Sándor-Nagy Baka György A számítógépek operációs rendszere (1979) s ugyancsak e kettős A PL/1 programozási nyelv alapjai (1983) c. munkáit. Értékes kiadvány Szakács József, Péter Lóránt és Nagy József közös munkája, a Műszaki rajz és modern rajztechnika (1981), mely elsőnek tárgyalja Romániában a számítógéppel segített géptervezési eljárásokat, a tervezési termelékenység négyszerestől nyolcszorosig elérhető megnövekedését szolgálva. Ide tartozik Márton László Veress Lukáccsal és Nagy Vilmossal társszerzésben megjelentetett Mit tud a zsebszámítógép? (1982), Jodál Endre-Kiss Sándor Programozási alapismeretek és algoritmusok a gyakorlatban (1984) és Kaucsár Márton A mikroprocesszorok és mikroszámítógépek világa (1986) c. kötete. 1990-ben a Kriterion Kézikönyvek sorozatában jelenik meg a Jodál Endre szerkesztette Számítástechnikai kislexikon a szakterületen használt szakkifejezések magyarázatával. Ugyancsak ő jelentette meg a Számítástechnikai Alaplexikon I. kötetét (Budapest, 1991).

## Népszerűsítő műszaki szakirodalom magyar nyelven
A műszaki irodalom ismeretterjesztő és népszerűsítő vonulatába tartozik Niederkorn János Változó energia (1977) c. könyve s mellette Daróczi-Szabó Árpád, Dezső Ervin, Fodor László, Fülöp Géza, Kása Zoltán, Koch Ferenc, Kovács Kálmán, Selinger Sándor, Semlyén János, Vallasek István és más szakemberek írásai a Matematikai és Fizikai Lapokban, valamint A Hétben és TETT c. tudományos ismeretterjesztő mellékletében.
A mindennapi használatra szánt műszaki kézikönyvek többsége román nyelvből fordítva került az olvasók elé. Eredeti magyar nyelvű családi, háztartási és hasznos műszaki ismereteket adó munkával tűnt fel Dán Franciska (A gondos háziasszony. 1956); Recht Mária (Kötőkönyv. 1958); Farkas Magda-Kertész Ilona (Tanuljunk szabni. 1959); Sándor László (A gépkocsivezető kézikönyve. 1960); Lőrinczy Jolán (A modern háziasszony. 1967); Turós László (Szép lakás – kellemes otthon. 1976); Lokodi András (Csináld magad. 1978); Zoltán Mihály (Fényképezők könyve. 1979); Rotarescu Ion-Antal Klára (A gyapjúfonó kézikönyve. 1981); László Edit (Kozmetika, szépség és egészség. 1981), Józsa Imre - Máthé Balázs - Lázár Tibor (Villamosság a háztartásban 1983).

## Műszaki irodalom a középfokú szakiskoláknak
Külön figyelmet érdemelnek a középfokú szakiskolák számára készült magyar nyelvű műszaki tankönyvek, elsősorban korszerű tartalmuk miatt. Mivel az oktatást magyar nyelven csak egyes szakterületeken lehetett folytatni, e tankönyvek sem foghatták át a műszaki oktatás egész területét. A tankönyveket az Állami Didaktikai és Pedagógiai Könyvkiadó jelentette meg Bukarestben. A kiadóvállalat magyar szerkesztői – Czondi Gyula, Rózsa Mária és Balogh Mária – irányítása mellett szakterületek szerint a következő szerzők és fordítók dolgoztak: Simon Elek (anyagismeret, hajtástechnika és automatizálás), Cseh Attila, Hitter Ibolya, Mikola Pál (elektrotechnika és elektrotechnikai anyagismeretek), Balla Pál, Hensel Manfréd, Holok Péter, Imecs Julianna (építő- és szerelőipari anyagok), Csiszár Árpád, Jenei Dezső, Kovács István, Móricz Miklós, Nagy Ákos, Orbán János, Péter Lóránt, Szakács József (fémmegmunkálás technológiája, szerszámai és munkagépei), Bencze Gábor, Budai Lajos, Hensel Manfréd, Holok Péter, Kontár István (műszaki rajz), Rózsa Ferenc (szilárdságtan és mechanika).

## Műszaki szótárak
A kellő román és magyar műszaki szakszókincs ismeretét segítik elő a műszaki szótárak. A Technikai Könyvkiadó már 1963-ban megjelentette a 26000 címszót tartalmazó hatnyelvű – román, orosz, angol, német, francia, magyar – poliglott műszaki szótárat (Ştefan Nedeşan előszavával). Ezt követte a Kriterion gondozásában a Bíró András, Killmann Viktor, Rohonyi Vilmos összeállította Román-magyar-német műszaki szótár (1973), majd Bíró András, Jenei Dezső és Rohonyi Vilmos 23000 címszót tartalmazó Román-magyar műszaki szótára (1979) s ennek párjaként 39000 címszóval a kétkötetes Magyar-román műszaki szótár (1981). Közben erdészeti és faipari magyar-román és román-magyar szakszótár is napvilágot látott Kádár Zsombor szerkesztésében. A szótárirodalom rendkívüli teljesítményeként jelent meg 120000 címszavával a Magyar-román műszaki szótár (1987), főszerkesztő Pálfalvi Attila és Jenei Dezső, a szótárszerkesztő munkaközösség egyik jeles tagja Székely Győző.

## A tudományos műszaki irodalom
Felsőfokú és szigorúan tudományos munkákkal a műegyetemek tanszékein és a kutatóintézetekben dolgozó szakember-személyzet jelentkezik. Az itt sorra kerülő dolgozatok és művek román nyelven készülnek. Az ezeken a munkahelyeken dolgozó magyar műszakiak részben önállóan, többnyire azonban román szaktársaikkal együtt oldják meg közös oktatási és kutatói feladataikat. Munkaeredményeikkel a román nyelvű bibliográfiákban szerepelnek, ahol többek közt a következő magyar szakemberek nevével találkozunk:
- 1. A brassói műegyetem magyar szakemberei közül fontosabb munkákkal kiemelkedik Kiss Árpád topográfiai, Szabó Vilibáld és Székely Gyula villamos és elektronikus mérésekről, Thurzó Gábor hidraulikus gépekről, Varga Béla kohászati folyamatokról, Nagy Tibor társszerzésben automobil-motorokról írt műve, Hoffmann Viktor szakmunkái a műszaki hőtan tárgyköréből.
- 2. A bukaresti műegyetemen, műszaki főiskolákon és kutató intézetekben tevékeny magyar tanszemélyzetből Facskó György elektrokémiai, Fejes Gyula a mechanizmusokkal kapcsolatos elméleti munkával szerepel, Rózsa Ferenc a fogaskerekek ellenállásának kiszámíthatóságáról, Sebestyén György és Sebestyén Viktor az erdélyi reneszánsz építészetről jelentetett meg szakmunkát.
- 3. A craiovai egyetemen és kutató intézetekben dolgozó magyar szakemberek közül jelentős eredményeket mutat fel az erősáram terén Máthé Balázs, Horváth Tibor, Németh Endre; a mélyfúró eszközökről Elekes Károly; a kalkulátorokról Varga András.
- 4. A iaşi-i műegyetemen oktató Oláh József román szerzőtársával együtt az automatizálásról s a rá vonatkozó gyakorlati útmutatásokról szóló előadásokat adott ki.
- 5. Legtevékenyebbek a magyar szakemberek a kolozsvári műegyetemen. Maros Dezső munkái a fogaskerekek kinematikáját, a gépek és mechanizmusok elméletét tárgyalják. Rohonyi Vilmos a fémeket megmunkáló szerszámgépekről ír. Pálfalvi Attila a mechanikai technológia, az ipari anyagok és a porkohászat ismertetésében vesz részt. Kelemen Árpád és ifjabb Imecs Mária román szaktársaikkal vagy csak ketten a teljesítményelektronikáról, a villamos hajtásokról, a léptető motorokról és a kettőjük által kifejlesztett forgómágneses mezőket elemző új elméletről, Sándor László a traktoroknál és gépkocsiknál használt hidraulikus erőátvitelről, Kerekes László programozott esztergapadokról, Kovács István a hőkezelés technológiájáról, Székely Imre pedig bolygóművekről ír.

A tudományos együttesben tevékeny szerephez jutott Antal Béla, Barabás Tibor, Bicsak Jenő, Bíró Károly, Boér Miklós, Csibi Vencel, Csutak Ákos, Dali András, Gyenge Csaba, Hints Miklós, idősebb Imecs Mária, Köllő Gábor, Magyarósy János, Marschalkó Richárd, Pethő László, Pusztai Kálmán, Sagyebó Ferenc, Szabó Péter és számos társuk.
- 6. A marosvásárhelyi műszaki főiskolán és kutató intézeteiben dolgozó magyar szakemberek közül kiemelkedő Hollanda Dénes (társszerzőként forgácsolás és forgácsoló szerszámok ismertetésében), Kolozsváry Zoltán, aki a fémfelületek védelméről és a könnyűipari eszközök készítéséről ír, továbbá Jancsó Gyula a statisztika szerepéről az ellenőrzésnél s Lapohos János az elektronikáról az iparban.
- 7. A petrozsényi műegyetem sajátos feladatainak megfelelően a bányászati szakirodalmat gazdagítja. Itt találkozunk Kovács István háromkötetes Exploatări minere subterane (1962-65) c. bányaműveléstani munkájával. Román társszerzőkkel közösen jelentkezik Takács Ferenc a bányászati eszközök karbantartásáról és javításáról szóló munkával s Magyar András önálló művel a hasznos ásványok állagát feldolgozó eszközökről, átfogva valamennyi hasznos ásvány nemesítésénél használt gép megépítési, számítási és funkcionális kérdését.
- 8. A temesvári Traian Vuia Műegyetemen számos magyar szakember vesz részt a román szerzőkkel közös szakmunkák megszerkesztésében. Vannak önálló román nyelvű kötetekkel szereplő magyar szerzők is. Közülük Bakonyi Károly egy gépgyártó üzemek tervezéséről szóló munkájával. Gyulai Ferenc a szivattyúkról, ventilátorokról és kompresszorokról jelentetett meg kötetet, Kovács Ferenc pedig a robotokkal kapcsolatos munkáival emelkedik ki.

Az 1980-as évektől kezdve megnőtt az érdeklődés a rohamosan fejlődő technikai tudományok iránt. Elég, ha a Korunk anyagából hivatkozunk Tibori Szabó Zoltán kohómérnök Nagyszilárdságú, módosított öntöttvasak korszerűsége (1987/12) és Új korszak a szupravezetésben (1989/2) c. tanulmányaira. Itt jelent meg Márton László A tribológia hazai eredményei (1986/2) c. anyaga is.

## 1989 után
Fordulat a műszaki irodalom erdélyi magyar lehetőségei javára 1990-ben alakult ki az újjászervezett EME keretében megszülető Műszaki Tudományos Szakosztály révén. Ennek 1992 végén már 204 tagja volt, többségük az erdélyi egyetemi városok intézményeiben, ill. a városok építővállalataiban és gyáraiban a kutatás-fejlesztés területén tevékenykedik. A szakosztály megindította Műszaki Tudományos Füzetek c. sorozatát, melynek első kötete Jodál Endre Számítástechnika az ezredforduló küszöbén (Kolozsvár, 1992) c. munkája. Az anyanyelvű műszaki tudományosság fejlődését szolgálják a szakosztály rendezésében tartott rendszeres felolvasó ülések és információs közlések. 1990 óta külön alakult műszaki továbbképzés céljával egy Erdélyi Magyar Műszaki Társaság is; három számmal jelentkezett Kolozsvárt Info c. időszaki kiadványa, majd 1992-től FIRKA c. havi folyóirata indult Selinger Sándor és Zsakó János szerkesztésében. 1997-ben Kolozsváron adták közre Székely Győző összeállításában a Technikatörténeti kronológiát.